# 日本レスキュー協会
特定非営利活動法人日本レスキュー協会とは、1995年（平成7年）9月1日、阪神・淡路大震災を契機に発足された、認定NPO法人(内閣府認証）である。本部は兵庫県伊丹市。
災害救助犬（レスキュードッグ）の育成・派遣、セラピードッグの育成・派遣、犬の保護や愛護活動・里親譲渡などをおこなっている。
平成30年6月1日、佐賀県の施策であるCSO誘致の第7号として佐賀県にも進出。九州圏内での活動を開始した。